# Mohamed Boumali
Mohamed Boumali, né le 10 mai 1896 à Bône, est un homme politique français.

## Mandats
- Député de Constantine (1945-1946)[1].